# Loreto (município da Baja California Sur)

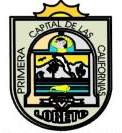
Brasão de Loreto

Loreto é um município do estado mexicano de Baja California Sur. Possui área de 4,311 km², tendo sido criado em 1992 após uma cisão do município de Comondú. Possui uma população de 18 912 habitantes, segundo dados do censo de 2015. A sede municipal é a cidade de Loreto, que serviu de capital das Califórnias durante o regime colonial.